# Oni (Georgien)
Oni (georgisch ონი) ist eine Stadt in der georgischen Region Ratscha-Letschchumi und Niederswanetien.
Oni ist Verwaltungssitz der gleichnamigen Munizipalität Oni und hat 2656 Einwohner (2014).

## Lage
Der Ort liegt im nördlichen Zentralteil Georgiens etwa 150 km nordwestlich der Hauptstadt Tiflis und 25 km östlich der Regionshauptstadt Ambrolauri am linken Ufer des Rioni oberhalb der Einmündung dessen linken Nebenflusses Dschedschora. Etwa 30 km nordöstlich der Stadt verläuft der Hauptkamm des Großen Kaukasus mit der Grenze zu Russland. In der näheren Umgebung von Oni erheben sich die Berge bis auf über 2000 m über dem Meeresspiegel.

## Geschichte

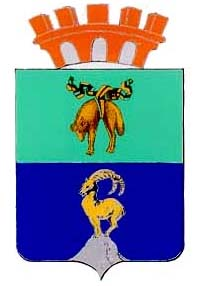
Wappen Onis im 19. Jahrhundert

Das Gebiet der heutigen Stadt Oni war nach archäologischen Funden bereits in der Bronzezeit bewohnt; aus späteren Epochen stammen dort gefundene Münzen, die der kolchisen Kultur des 6. bis 3. Jahrhundert v. Chr. zugeordnet wurden. Das genaue Gründungsjahr des Ortes ist unbekannt. Erste schriftliche Hinweise stammen aus dem 15. Jahrhundert. In Folge war Oni Hauptstadt des Fürstentums Ratscha, eines Vasallenstaates des Königreiches Imeretien. 1810 kam Oni mit diesem zum Russischen Reich und erhielt 1846 die (russischen) Stadtrechte als Verwaltungssitz des Ujesds Ratscha des Gouvernements Kutais.
In der sowjetischen Periode wurden mehrere umliegende Dörfer eingemeindet und die Stadt Verwaltungszentrum eines Rajons. In den vergangenen Jahrzehnten wurde Oni mehrmals von Erdbeben und Lawinenabgängen in Mitleidenschaft gezogen. Am 29. April 1991 wurde die Stadt vom schwersten in diesem Teil des Kaukasus je registrierten Erdbeben (Stärke 7,0 auf der Richterskala; MSK IX) stark zerstört.
Oni war lange Zeit eines der bedeutendsten Zentren der georgischen Juden. Infolge der Auswanderungswelle ab 1990 sind nur noch wenige jüdische Familien verblieben; trotzdem ist die jüdische Gemeinde Oni die drittgrößte Georgiens nach Tiflis und Kutaissi.
Einwohnerentwicklung
| Jahr      | 1897 | 1959 | 1970 | 1979 | 1989 | 2002 | 2014 |
| Einwohner | 1255 | 4385 | 6149 | 6174 | 5481 | 3340 | 2656 |
| --------- | ---- | ---- | ---- | ---- | ---- | ---- | ---- |

Anmerkung: Volkszählungsdaten

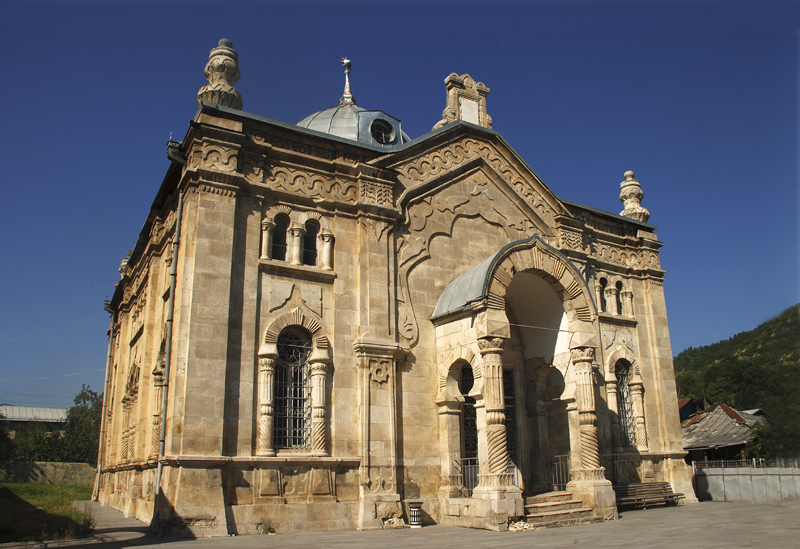
Synagoge von Oni
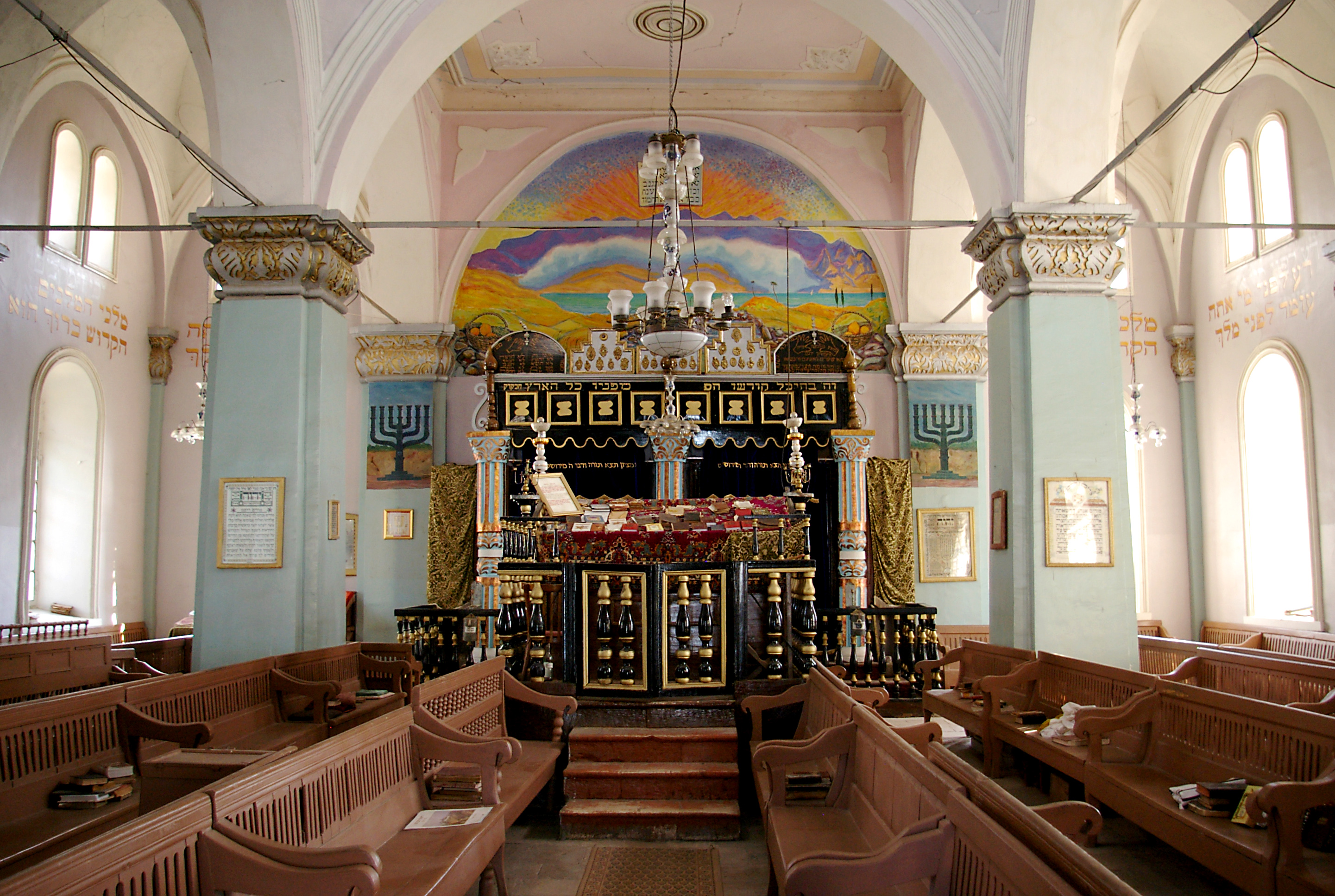
Inneres der Synagoge

## Kultur und Sehenswürdigkeiten
In Oni sind Ruinen alter Fortifikationsanlagen aus der Zeit des Fürstentums Ratscha sowie mehrere georgisch-orthodoxe Kirchen erhalten, ebenso die Synagoge aus den 1890er Jahren, die von einem polnischen Architekten entworfen wurde. In der ehemaligen Hauptstadt des Fürstentums Ratscha ist seit Jahrhunderten eine Gemeinde georgischer Juden nachgewiesen. Seit 1952 gibt es ein Heimatmuseum, heute Ratscha-Regionalmuseum genannt, mit einer umfangreichen Sammlung archäologischer, ethnographischer, numismatischer, naturkundlicher und anderer Exponate.

## Wirtschaft und Infrastruktur
In Oni gibt es Betriebe der Leicht- und Lebensmittelindustrie (Wein, Molkereiprodukte).
Durch die Stadt verläuft die Ossetische Heerstraße, die von Russland über den 2820 m hohen Mamisson-Pass des Großen Kaukasus kommend den Rioni abwärts über Ambrolauri nach Kutaissi führt. In Oni zweigt eine Straße ab, die die Dschedschora aufwärts in den östlichen Teil der Munizipalität zur 20 km entfernt gelegenen Stadt Kwaissi verläuft und weiter Anschluss an die Transkaukasische Fernstraße über Zchinwali nach Tiflis hat und die kürzeste Verbindung nach Zentralgeorgien darstellt. Kwaissi und das umliegende Gebiet befinden sich jedoch auf dem von der de facto unabhängigen Republik Südossetien beanspruchten und kontrollierten Territorium, sodass diese Route insbesondere seit dem Kaukasuskrieg 2008 nicht befahrbar ist, da die Übergänge nach Südossetien geschlossen sind.

## Städtepartnerschaften
- Beʾer Scheva, Israel
- Fitchburg, Massachusetts, Vereinigte Staaten

## Söhne und Töchter der Stadt
- Gerzel Baasowi (1904–1938), jüdisch-georgischer Dichter und Dramatiker
- Micheil Mrewlischwili (1904–1980), georgischer Schriftsteller und Dramatiker